# Adjulé

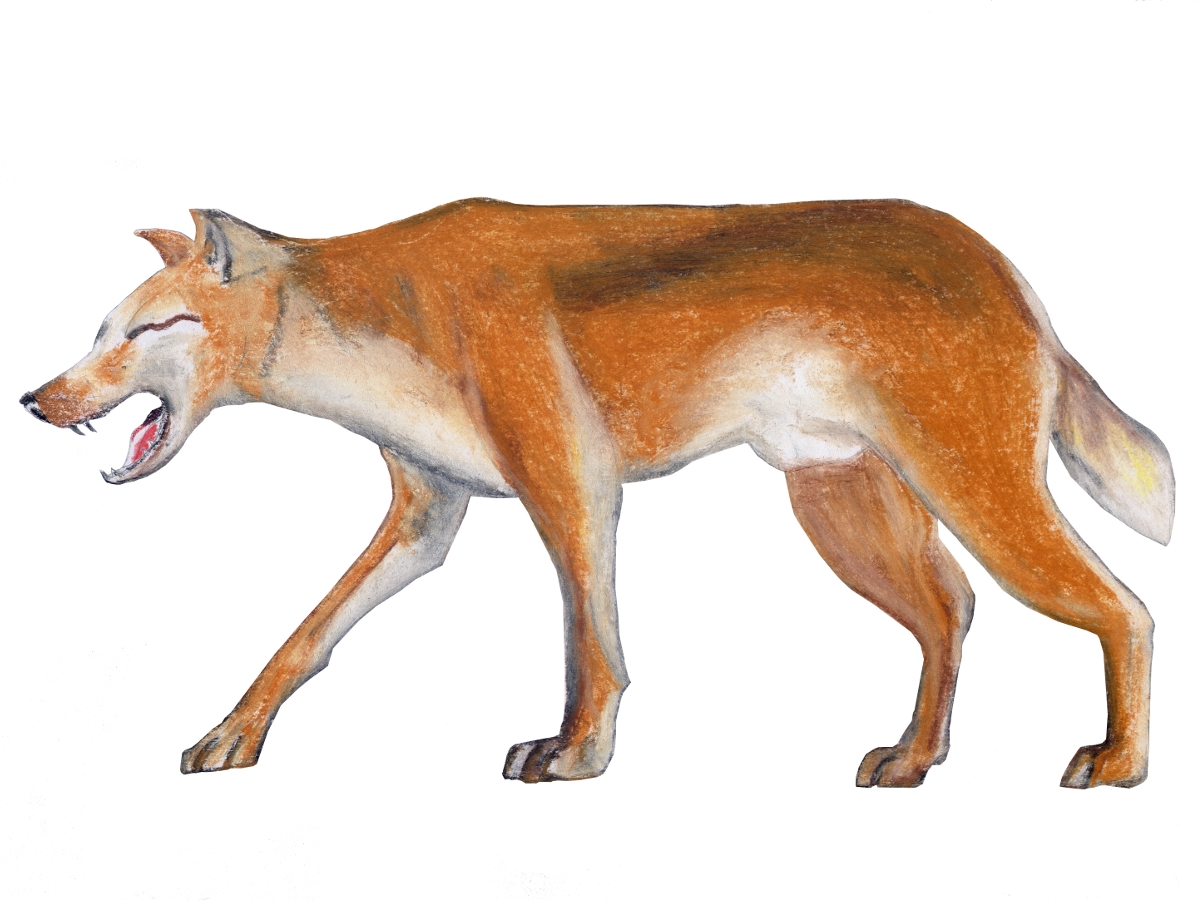
Raffigurazione artistica di un adjulé

L'adjulé è un criptide simile ad un canide che secondo le testimonianze dei Tuareg popolerebbe il Sahara e più in generale tutta l'Africa settentrionale. Noto anche come tarshît (termine che i Tuareg riserverebbero agli esemplari femmina) e in Mauritania come kelb-el-khela (cane dei cespugli), sebbene venga ancora indicato come una specie ignota è ampiamente accettata la sua identificazione con un licaone (Lycaon pictus) di dimensioni superiori alla norma. Le prime indagini sul criptide furono compiute nel 1928 dal naturalista ed esploratore francese Théodore Monod, che per primo notò le affinità dell'adjulé con il licaone.